# Velyka Novosilka
Velyka Novosilka (in ucraino Велика Новосілка?; in russo Великая Новосёлка?, Velikaja Novosëlka) è una città dell'Ucraina (5 385 abitanti nel 2022) situata nel distretto di Volnovacha, nell'oblast' di Donec'k. 
Era sede del Distretto di Velyka Novosilka che è stato sciolto nel 2020 a seguito della riforma amministrativa dell'Ucraina.
Nel corso della guerra tra Russia e Ucraina iniziata nel febbraio 2022, l'esercito russo nel mese di gennaio 2025 ha conquistato Velyka Novosilka.

## Storia
Venne fondata nel 1779, nel quadro dei programmi di colonizzazione e sviluppo della Novorossija promossi dall'imperatrice Caterina II, con il trasferimento di abitanti della Crimea, principalmente di etnia greca e urum. Al nuovo insediamento, edificato sulla riva orientale del fiume Mokri Jali, affuente della Vovča, venne assegnato il nome di Bol'šoj Janisol'; nome che venne mantenuto fino al 1946, quando l'insediamento ha preso la denominazione attuale.